# The Crocodile's Dilemma
"The Crocodile's Dilemma" ("O Paradoxo do Crododilo", em português) é o primeiro episódio da série de televisão e antologia Fargo exibida originalmente pelo canal FX. O episódio foi escrito pelo criador e showrunner da série, Noah Hawley, e dirigido por Adam Bernstein. O título é uma referência ao paradoxo lógico conhecido como o dilema do crocodilo.
No episódio, um homem estranho chamado Lorne Malvo (Billy Bob Thornton) chega na cidade de Bemidji, Minnesota. Vivendo suas vidas cotidianas, os habitantes da cidade, que incluem a zelosa policial Molly Solverson (Allison Tolman), o policial e pai de uma filha única Gus Grimly (Colin Hanks) e o inseguro vendedor de seguros Lester Nygaard (Martin Freeman), não sabem que este homem causará um grande impacto em suas vidas para sempre.
"The Crocodile's Dilemma" recebeu aclamação da crítica especializada e foi assistido por 65 milhões de telespectadores. Adicionalmente o episódio recebeu sete indicações aos Prêmios Emmy do Primetime, concorrendo nas categorias de Melhor Direção de uma Série Limitada, Filme ou Especial de Drama e Melhor Roteiro para uma Série Limitada, Filme ou Especial de Drama.

## Enredo
Em janeiro de 2006, um assassino de aluguel chamado Lorne Malvo (Billy Bob Thornton) bate o carro que dirigia em uma noite de inverno no meio de uma estrada rural próxima a cidade de Bemidji, Minnesota, ele verifica o acidente e descobre que atropelou um cervo e que lesionou a testa por ter batido no volante. Um homem quase nu sai do porta-malas e corre pela neve até uma floresta nas proximidades. Malvo observa tranquilamente o homem fugir não fazendo nenhuma tentativa de perseguição. Na cidade, um vendedor de seguros chamado Lester Nygaard (Martin Freeman) encontra Sam Hess (Kevin O'Grady), um ex-valentão do ensino médio que intimidava Lester e o faz colidir acidentalmente em uma janela e quebrar o nariz. No hospital, Lester encontra Malvo e conta a ele sobre Sam, e Malvo se oferece para assassiná-lo. Lester fica sem reação com a ideia de Malvo e não responde nada, contudo Malvo vai até o local de trabalho de Sam para "ter um vislumbre dele" e, mais tarde naquela noite, o mata em um clube de striptease enfiando uma faca em sua cabeça.
Lester encontra Malvo em um restaurante de motel e o confronta sobre o assassinato. Malvo diz a Lester que, se Lester não resistir, "o patrão [Lester] será levado embora". Enquanto isso, o delegado Vern Thurman (Shawn Doyle) e a policial Molly Solverson (Allison Tolman) investigam o acidente de carro e encontram o corpo congelado do homem quase nu na floresta. Eles também investigam o assassinato de Sam. Após interrogarem a esposa (e agora viúva) de Sam, Gina (Kate Walsh), Malvo liga para o filho mais velho do casal fingindo ser um advogado da família, e afirma que o irmão mais novo herdou toda a herança do pai, o que leva o filho mais velho a espancar o seu irmão com um taco de hóquei antes de Molly impedi-lo.
A polícia descobre que Lester foi visto falando sobre o Sam com outro homem (Malvo) no hospital. Lester tenta impressionar sua esposa, Pearl (Kelly Holden Bashar), consertando a máquina de lavar roupa deles, mas ele acaba falhando, e Pearl tira sarro dele. Lester, já passando do seu limite depois de anos de abuso psicológico, bate nela com um martelo e a mata violentamente. Em seguida, Lester entra em pânico e liga para Malvo pedindo para que ele fosse ajudá-lo em sua casa. O delegado Vern chega na casa de Lester para interrogá-lo sobre a morte de Sam, mas Malvo chega logo depois e atira em Vern com uma escopeta, matando-o imediatamente depois que Vern encontrara o corpo de Pearl e pediu reforços na casa de Lester. Malvo desaparece antes da policial Molly chegar na casa, e Lester se atira contra uma parede de forma intencional para simular que as mortes fossem resultado de uma invasão em domicílio. Eventualmente, Lester acorda no hospital com um ferimento de bala em sua mão.
Mais tarde, na cidade de Duluth, o policial Gus Grimly (Colin Hanks) conversa por rádio com sua filha Greta (Joey King) até que ele aborda o carro que Malvo está dirigindo, por ter avançado um sinal de trânsito. Malvo escuta a filha de Gus no rádio e o ameaça de morte caso ele continuasse pedindo seus documentos, pressionando ele de que sua filha poderia ficar sem o pai. Malvo vai embora enquanto Gus, abalado, retorna para sua viatura.

## Recepção

### Audiência
Durante a sua estreia no canal de televisão FX, o primeiro episódio de Fargo foi exibido para uma média de 2.65 milhões de telespectadores. O show estreou no Reino Unido através do Channel 4 em 20 de abril de 2014 e foi assistido por 1.6 milhões de telespectadores.

### Resposta da crítica
A resposta crítica ao primeiro episódio da série foi extremamente positiva. Atualmente ele detém uma classificação perfeita de 100% de aprovação no Rotten Tomatoes.
O crítico Todd VanDerWerff, escrevendo para o The A.V. Club, avaliou o episódio com nota A-, e afirmou que: "por mais que eu goste desse primeiro episódio, será difícil que qualquer coisa nesta série se iguale o meu amor pelo filme, que é perfeito". Roth Cornet, o crítico de televisão da IGN, avaliou o episódio de estreia da série com nota 9 de 10, dizendo: "com personagens ricos e malucos, violência sombria e cômica e um mistério tentativo na torneira, Fargo é bem a pena assistir". Dan Snierson da revista Entertainment Weekly reconheceu-o como o segundo melhor episódio de televisão de 2014.

### Prêmios e indicações
O episódio recebeu indicações pela 66º edição dos Prêmios Emmy do Primetime. Noah Hawley foi indicado na categoria de Melhor Roteiro de Minissérie, Filme ou Especial de Drama e Adam Bernstein foi indicado para Melhor Direção por uma Minissérie, Filme ou Especial de Drama, por esse episódio.